# Erwin Swimberghe
Erwin Swimberghe is een Belgisch componist, dirigent en slagwerker.

## Levensloop
Hij komt uit een muzikale familie, vader was muzikant (Koninklijk Scoutsharmonie Sint Leo), moeder kon goed zingen en ook zijn broer Hedwig Swimberghe is musicus.
Swimberghe werd op zevenjarige leeftijd lid van de Koninklijke Scoutsharmonie "Sint-Leo" te Brugge en speelde in het trommelkorps mee. Hij studeerde solfège, slagwerk, trompet en harmonieleer aan de muziekconservatoria te Brugge en Oostende. In 1975 werd hij klaroen-trompetter bij de Koninklijke Muziekkapel van de Marine, toen nog Muziekkapel van de Belgische Zeemacht. Sinds 1978 was hij daar slagwerker. 
Van 1974 tot 1986 was hij eveneens lid van het West-Vlaams Symfonisch orkest en werkte in verschillende dansorkesten. 
Hij is dirigent van de Koninklijke Muziekmaatschappij "Poldergalm" Dudzele (sedert 1994), van de Koninklijke Harmonie Kunst en Vermaak Zedelgem (vanaf 1983), van de Koninklijke Muzieksociëteit Aardenburgsche Fanfaren (KMAF), Aardenburg (sedert 1991) Sinds 2017 is Erwin dirigent van de Noordzee Brassband Brugge waar hij Emiel De Cloedt opvolgt.
Swimberghe is lid van de Technische Commissie Drum van Fedekam (Federatie van Katholieke Muziekverenigingen) voor West- en Oost-Vlaanderen. Hij is een veelgevraagd jurylid op concours en wedstrijden. 
Als componist schrijft hij zowel voor drumkorpsen alsook voor harmonie- en fanfareorkesten en brassbands.

## Composities

### Werken voor harmonie- en fanfareorkest en brassband
- 1991 Fanfare & Hymne
- 1994 Frog City, jubileummars
- 2000 Go Easy!
- 2007 Don Fernando, paso-doble
- Dancing Twirl Sticks, mars
- Jubilee 125
- Libo (Cha-Cha)
- Onder ons, mars
- Senioren Mars
- Vrolijkheid in brass, voor brassband
- Fest am Mösel
- A Chairman's chachacha

### Werken voor slagwerk
- The drumplayers
- Lady's march
- Snares § blocks 1
- Snares § blocks 2
- Snares § blocks 3
- Snares § blocks 4
- Snares § blocks 5
- Traditional Marches 1
- Traditional Marches 2
- Traditional Marches 3
- Traditional Marches 4
- Traditional Marches 5
- Traditional Marches 6
- Traditional Marches 7